# Saint-Julien-sur-Garonne
Saint-Julien-sur-Garonne è un comune francese di 492 abitanti situato nel dipartimento dell'Alta Garonna nella regione dell'Occitania.
Il comune si è chiamato Saint-Julien, fino al 12 settembre 2005.

## Società

### Evoluzione demografica
Abitanti censiti